# Oscar Falkman

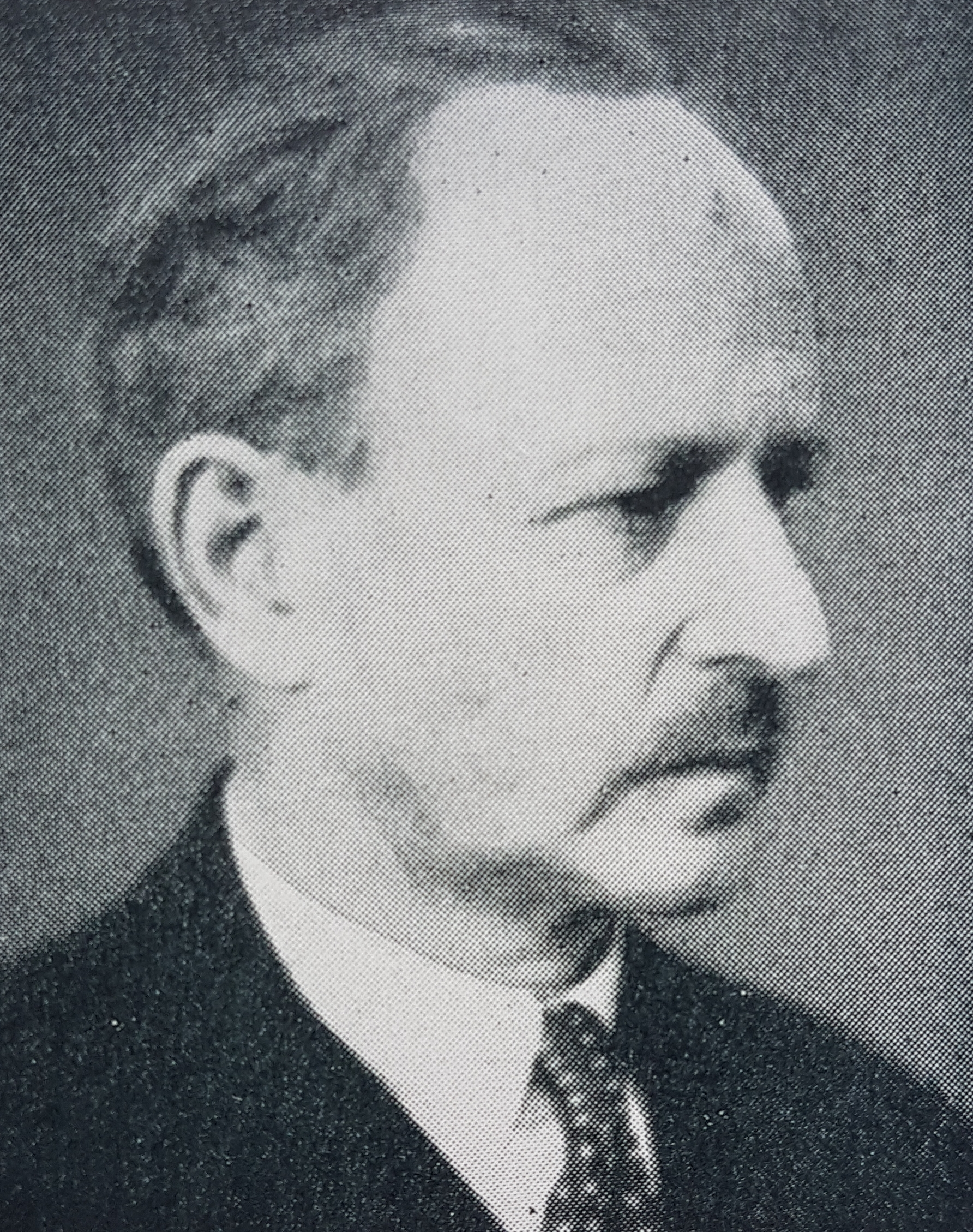
Oscar Falkman

Oscar Carl August Falkman, född 25 december 1877 i Stockholm, död där 10 juli 1961, var en svensk industriman. 
Falkman utexaminerades från Tekniska högskolan 1900, var anställd vid Carnegie Steel Company i Pittsburg 1904–1905 och verkställande direktör för Trollhättans elektriska kraft AB 1907–1910. Från 1920 till 1931 var han direktör för Riddarhytte AB och från 1925 för Skellefteå gruv AB och Västerbottens gruv AB. De två senare bolagen sammanslogs 1931 till Boliden AB. Under Falkmans tid som VD 1931–1943 blev Boliden ett storföretag. Falkman tillhörde socialiseringsnämnden och var från 1926 suppleant i järnvägsfullmäktige. Han invaldes 1919 som ledamot av Ingenjörsvetenskapsakademien.
Falkman var son till överste Ludvig Falkman och Augusta, född Reuterswärd. Han var ingift i släkten Wallenberg och var sonson till Ludvig B. Falkman samt kusin till Harald Falkman.
Oscar Falkman är begravd på Djursholms begravningsplats.

### Fotnoter
1. ↑  Döda 1958-1968 i Vem är det 1969
2. 1 2  Falkman, Oscar i Vem är det 1943
3. ↑  Nationalencyklopedins nätupplaga, ”Oscar Falkman”. NE.se. Läst 6 maj 2013.
4. ↑  FinnGraven